# Plumithoe hirsutus
Plumithoe hirsutus är en kräftdjursart. Plumithoe hirsutus ingår i släktet Plumithoe och familjen Ampithoidae. Inga underarter finns listade i Catalogue of Life.